# ديفيد ألين غرين
ديفيد ألين غرين (بالإنجليزية: David Allen Green)‏ هو مدون وصحفي ومحامي بريطاني، ولد في 1 مارس 1971 في Selly Oak Hospital ‏ في المملكة المتحدة.

## وصلات خارجية
- الموقع الرسمي